# Brachymenium preissianum
Brachymenium preissianum là một loài Rêu trong họ Bryaceae. Loài này được (Hampe) A. Jaeger mô tả khoa học đầu tiên năm 1875.